# Crush (singel Pendulum)
„Crush” – czwarty singel z albumu australijsko–brytyjskiego zespołu Pendulum pt. Immersion. Został wydany 14 stycznia 2011 roku przez wytwórnie Warner Music UK i Earstorm. Utwór notowany był na dziewięćdziesiątym drugim miejscu brytyjskiej listy przebojów.

## Teledysk
Teledysk do utworu opublikowany w serwisie YouTube 8 stycznia 2011 r. Został wyreżyserowany przez Tima Qualtrougha, który wcześniej wyreżyserował teledysk do utworu „Propane Nightmares”.

## Personel
Autorem tekstu jest Rob Swire, główny wokalista i lider zespołu. Wraz z Garethem McGrillenem odpowiada za produkcję. Ponadto na gitarze zagrał Peredur ap Gwynedd, a na perkusji Kevin Sawka. Autorem okładki singla jest katowiczanin Maciej Hajnrich.

## Lista utworów
- Digital download:

1. „Crush” (radio edit) – 3:22

## Notowania na listach przebojów
| Lista                             | Najwyższa pozycja |
| --------------------------------- | ----------------- |
| Wielka Brytania (Singles Top 100) | 92                |